# Параметричне рівняння

Приклад кривої, визначеної параметричними рівняннями — крива метелик.

Параметричні рівняння — метод представлення математичних функцій через параметри. Простий кінематичний приклад, коли час використовується як параметр для задання позиції, швидкості та іншої інформації про тіло в русі.

## Параметричне представлення функції
Припустимо, що функціональна залежність y від x не задана прямо y = f(x), а через проміжну величину — t. Тоді формули
{\displaystyle x=\varphi (t)~;~}  {\displaystyle ~y=\psi (t)}
задають параметричні рівняння для функції однієї змінної.
Якщо припустити, що обидві ці функції {\displaystyle \varphi } і {\displaystyle \psi } мають похідні і для {\displaystyle \varphi } існує обернена функція θ, явне представлення функції має вигляд:
{\displaystyle ~y=\psi (\theta (x))=f(x)}
і похідна функції може бути обрахована як
{\displaystyle y'(x)={\frac {dy}{dx}}={\frac {y'_{t}}{x'_{t}}}={\frac {\psi '(t)}{\phi '(t)}}}

## 2D-приклади

### Парабола
Тривіальний приклад, рівняння параболи:
{\displaystyle y=x^{2}\,}
може бути параметризоване із використанням параметра t таким чином
{\displaystyle x=t\,}
{\displaystyle y=t^{2}.\,}

### Коло
Для кола радіуса a:
{\displaystyle x=a\cos(t)\,}
{\displaystyle y=a\sin(t).\,}

## 3D-приклади

### Гвинтова лінія

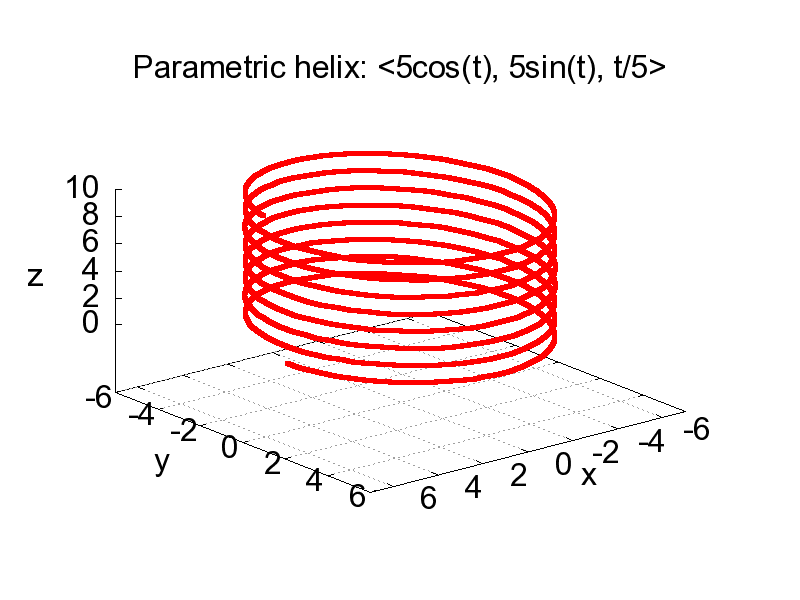
Параметризована гвинтова лінія

Параметричні рівняння зручні для опису кривих і в багатовимірних просторах. Наприклад:
{\displaystyle x=a\cos(t)\,}
{\displaystyle y=a\sin(t)\,}
{\displaystyle z=bt\,}
описує тривимірну криву, гвинтова лінія, яка має радіус a і підіймається на 2πb за оберт.
Подібні вирази також записуються як
{\displaystyle r(t)=(x(t),y(t),z(t))=(a\cos(t),a\sin(t),bt).\,}

## Корисність
Такий спосіб представлення є практичним і ефективним; наприклад, можна інтегрувати і брати похідну почленно. Таким чином, швидкість точки, що рухається згідно з цими рівняннями може бути представлена як:
{\displaystyle v(t)=r'(t)=(x'(t),y'(t),z'(t))=(-a\sin(t),a\cos(t),b)\,}
і прискорення:
{\displaystyle a(t)=r''(t)=(x''(t),y''(t),z''(t))=(-a\cos(t),-a\sin(t),0)\,}
Загалом, параметризована крива є функцією від одного параметра (зазвичай t). Для відповідного випадку із двома і більше параметрами, дивись параметрична поверхня.